# Kamienica przy ul. Warszawskiej 5 we Wrześni
Kamienica przy ul. Warszawskiej 5 we Wrześni – zabytkowa secesyjna kamienica zlokalizowana we Wrześni, przy ulicy Warszawskiej, jednej z głównych ulic miasta. W sąsiedztwie kamienicy znajduje się m.in. budynek poczty oraz inne zabytkowe budynki.

## Opis
Kamienica powstała w 1905. W latach 1905–1937 należała do Oscara Hauffa. Jest trzypiętrowym budynkiem na planie prostokąta. Elewacja frontowa jest trójosiowa, symetryczna i trójkondygnacyjna. Na parterze znajdują się sklepy. Na kamienicy znajduje się napis „Oscar Hauff Kanal Auflagen und...”.

## Galeria

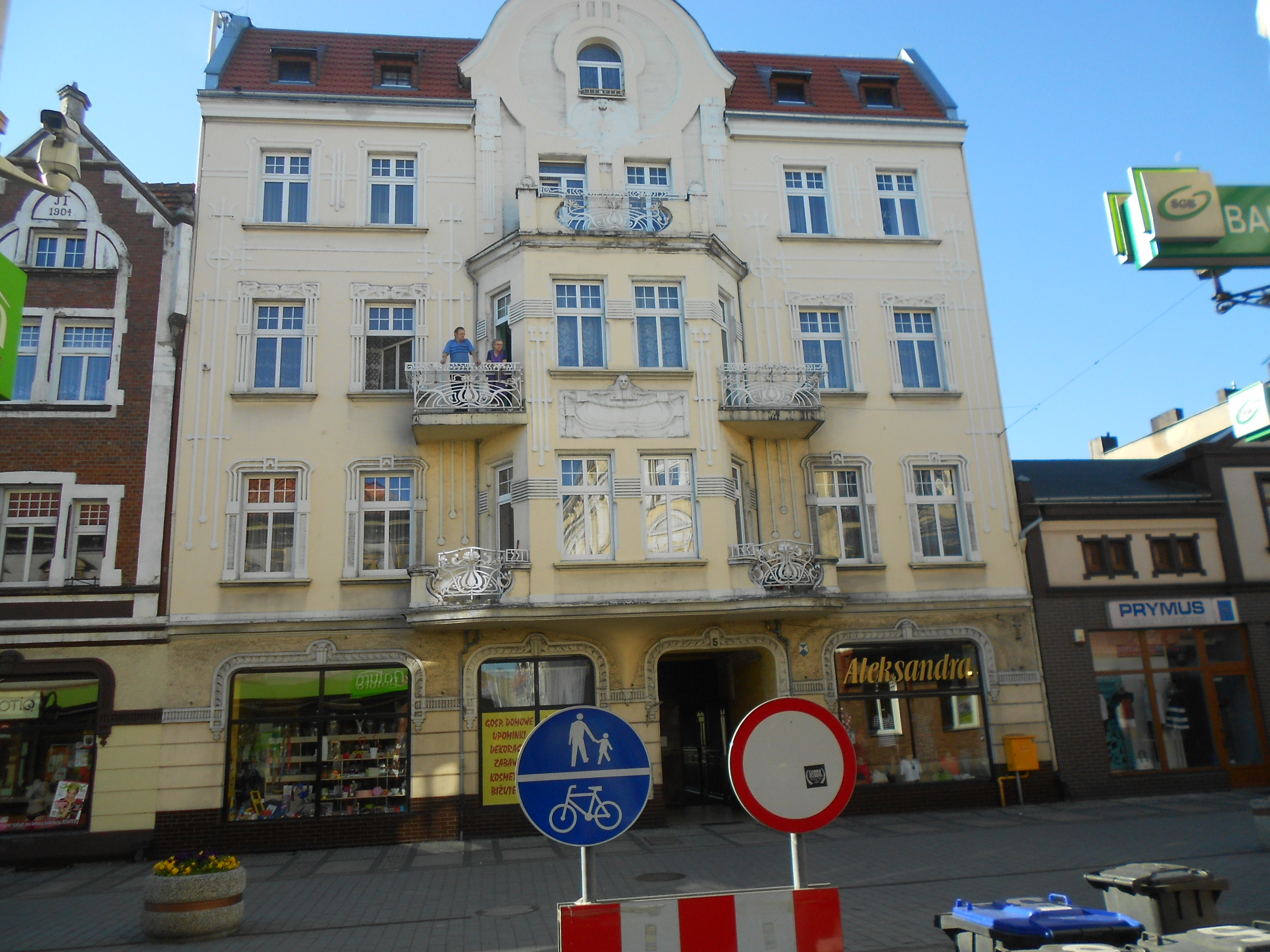
Front kamienicy
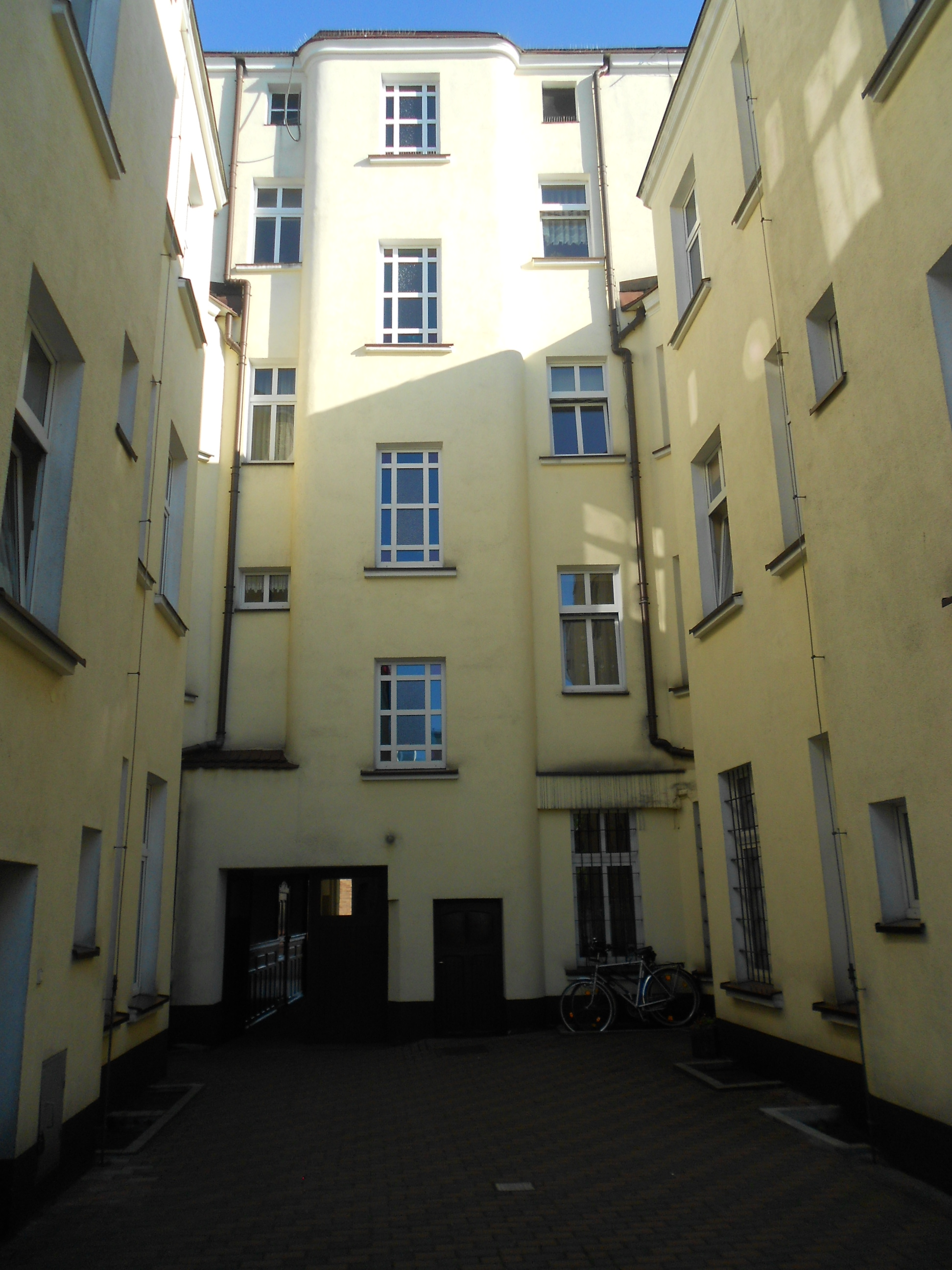
Podwórze kamienicy
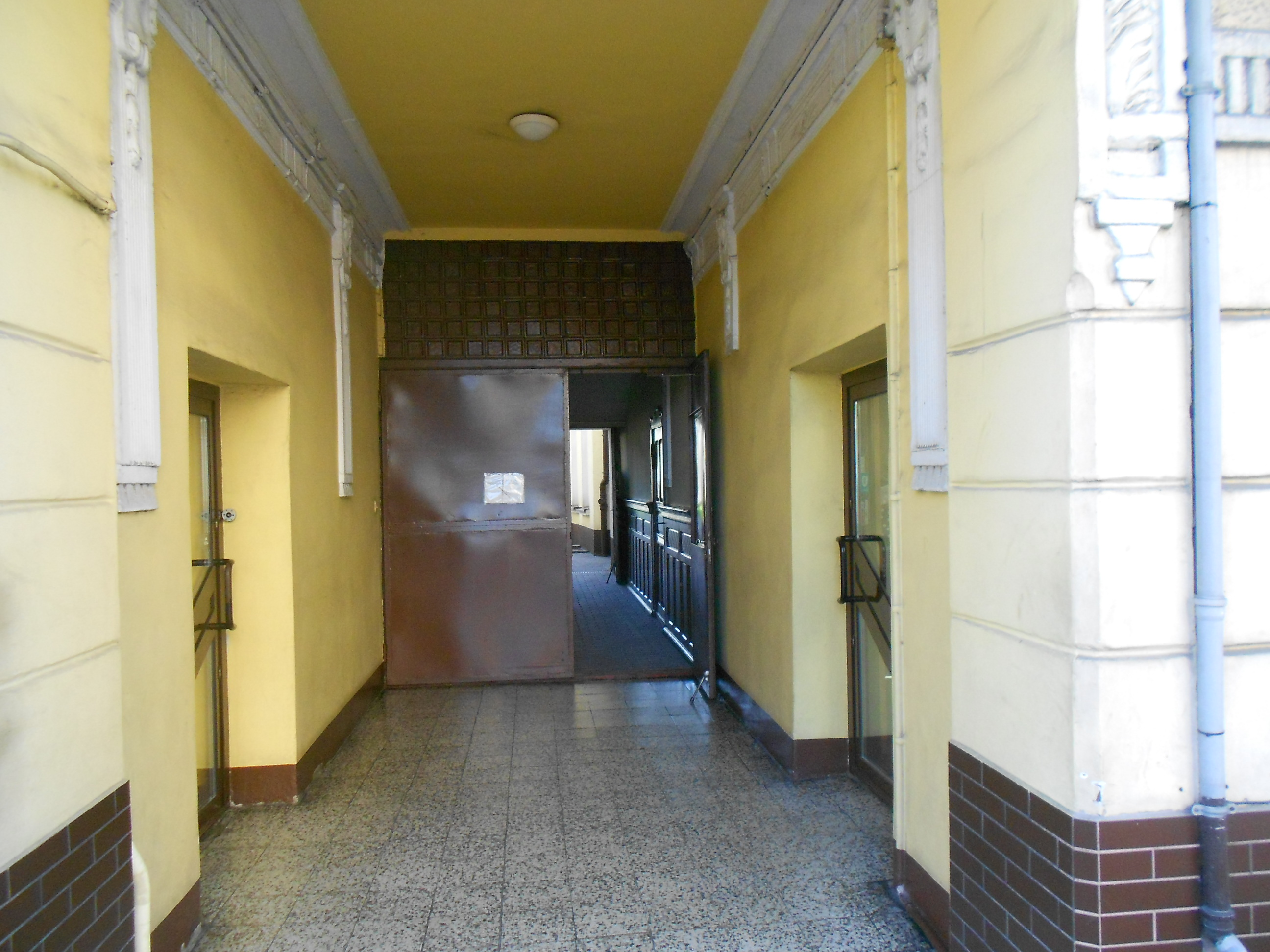
Brama wjazdowa